# Godfrey Wettinger
Godfrey Wettinger (ur. 22 grudnia 1929, zm. 22 maja 2015) – maltański historyk. Znany jest ze swojego odkrycia wraz z ks. Mikielem Fsadni Il-Kantileny, dokumentu powszechnie uznawanego za najstarsze dzieło literatury maltańskojęzycznej.

## Życiorys
Godfrey Wettinger urodził się 22 grudnia 1929 w Moście. Jego ojciec, dyrektor szkół w Mellieħa i Għargħur zmarł na raka w dzieciństwie Godfreya. Po śmierci ojca wychowywał się w Mellieħa pod opieką matki i uczęszczał do Liceum w Ħamrun. Później studiował historię korespondencyjnie na London University, gdzie uzyskał tytuł licencjata z historii w 1953, tytuł magistra w 1965 i stopień doktora w 1971. Godfrey Wettinger przez całe życie pozostał kawalerem i zmarł 22 maja 2015 w wieku 85 lat. Został odznaczony Narodowym Orderem Zasługi w 1996.

## Kariera
Godfrey Wettinger rozpoczął wykłady na Uniwersytecie Maltańskim w 1972 i przez całą swoją karierę piastował na uniwersytecie różne stanowiska, w tym kierownika Wydziału Historii i dziekana Wydziału Nauk Humanistycznych. Pełnił także funkcję prezesa Malta Historical Society przez kilka kadencji (1984–1986, 1989–1992, 1997–1999, 2003–2005) oraz był członkiem założycielem i redaktorem oficjalnego pisma stowarzyszenia Melita Historica. W 2014 Godfrey Wettinger otrzymał nagrodę za całokształt twórczości za swój wkład w literaturę podczas National Book Prize, przyznaną przez maltańską National Book Council.